# Thomas Piketty
Thomas Piketty (tiếng Pháp: [tɔma pikɛti]; sinh ngày 7 tháng 5 năm 1971) là một nhà kinh tế người Pháp, chuyên nghiên cứu về sự bất bình đẳng trong lãnh vực kinh tế. Ông ta là giáo sư, giám đốc về các nghiên cứu tại École des hautes études en sciences sociales (EHESS), giáo sư trường Paris School of Economics, và là tác giả của quyển sách Capital in the Twenty-First Century- Vốn thế kỉ 21 (2014), hiện đang ở trong danh sách sách bán chạy nhất của tờ New York Times.

## Tiểu sử

### Thời niên thiếu và học vấn
Piketty sinh ngày 7 tháng 5 năm 1971, tại Clichy, gần Paris. Vào năm 18 ông theo học đại học École Normale Supérieure ngành toán và kinh tế.

Khi 22 tuổi, Piketty đã lấy bằng tiến sĩ về một lý thuyết về đề tài phân chia của cải mà ông đã viết tại EHESS cũng như ở London School of Economics, dưới sự hướng dẫn của Roger Guesnerie.

## Nghề nghiệp
Từ năm 1993 cho tới 1995 ông dạy học tại Massachusetts Institute of Technology. 1995 ông trở thành thành viên của Centre national de la recherche scientifique (CNRS) và từ năm 2000 giám đốc của trường École des hautes études en sciences sociales (EHESS).

## Báo chí
Piketty viết bài thường xuyên cho tờ báo Libération, và thỉnh thoảng viết bài bày tỏ ý kiến (Op-ed) cho tờ Le Monde.

## Capital in the Twenty-First Century
Nhà kinh tế học đoạt giải Nobel Paul Krugman cho rằng cuốn sách này của Piketty sẽ "thay đổi cả cách chúng ta suy nghĩ về xã hội và cách chúng ta nghiên cứu kinh tế học".

Nội dung sách nói về sự bất bình đẳng trong thu nhập. Sự bất bình đẳng này thể hiện giữa hai xu hướng: thu nhập từ tư bản, có tốc độ tăng cao hơn nhiều so với thu nhập từ sức lao động, thường thấp hơn tốc độ tăng trưởng của nền kinh tế.

Theo Piketty qua bài phỏng vấn của tờ New Republic, nghiên cứu của ông mà đăng lên trong sách này là tiếp nối những công việc của Simon Kuznets phát triển rộng ra nhiều quốc gia và những thời kỳ lâu dài hơn

## Đời tư
Thomas Piketty từng bị tố và bị tạm giam vào năm 2009 vì đã đánh đập người tình của mình, bà Aurélie Filippetti, mà từ 17.05.2012 là bộ trưởng bộ Văn hóa và Thông tin. Tuy nhiên vụ này đã được xếp lại, vì Filippetti rút lại đơn tố cáo. Hai người có quan hệ với nhau vào năm 2007, lúc đó Filippetti làm phát ngôn viên cho đảng Xã hội, còn Piketty làm cố vấn về kinh tế cho đảng này.

## CFA Franc
Vào tháng 10 năm 2021, Thomas Piketty tuyên bố về đồng tiền được sử dụng ở Tây Phi nói tiếng Pháp và ở Trung Phi nói tiếng Pháp "Tiếp tục phát biểu vào năm 2021 của CFA Franc, đó là một hình thức bất thường". Franc CFA là một loại tiền tệ có nhiều sai lệch..